# Máj (Karel Hynek Mácha)

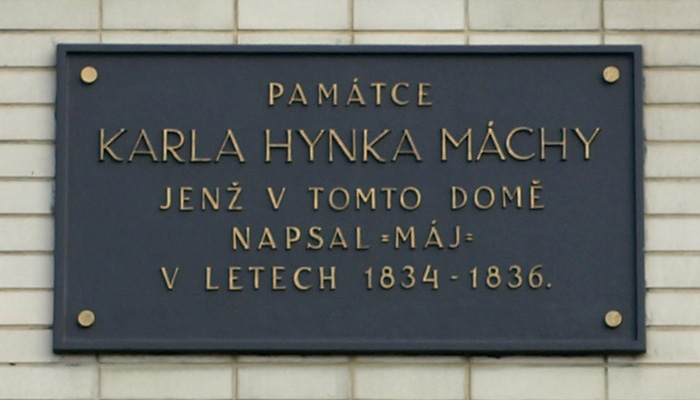
Pamětní deska na domě na Karlově náměstí, kde Máchovi žili od roku 1826 a kde v letech 1834–1836 Karel Hynek Mácha napsal Máj

Máj je lyrickoepická skladba Karla Hynka Máchy vydaná roku 1836. Bývá považována za vrcholné dílo českého literárního romantismu. Mácha v této skladbě zcela vybočil z obrozeneckého programu 1. poloviny 19. století a pojal ji jako osobní zpověď rozervaného romantického člověka plného nejistot a otázek po smyslu života.

## Historie vzniku
Příběh byl zřejmě inspirován skutečnou událostí: v roce 1774 byl poblíž Mladé Boleslavi na pahorku zvaném Na spravedlnosti popraven lámáním v kole Hynek (Ignác) Schiffner, který zavraždil v Dubé u Doks svého otce. Mácha toto vyprávění zaslechl o šedesát let později během některého ze svých pobytů u dnešního Máchova jezera od svého známého, hospodského Týce.
Rukopis Máje byl objeven během první světové války v Katusicích u Mladé Boleslavi v pozůstalosti obrozence Jana Nepomuka Krouského.

## Obsah
Obávaný vůdce loupežníků Vilém zabil svého soka v lásce, aniž však věděl, že je to jeho vlastní otec, který ho v dětství vyhnal z domu. Vězeň Vilém v noci před popravou přemýšlí o svém osudu, loučí se s životem a vzpomíná na svou milou Jarmilu. Svou vinu odmítá, sám sebe vidí jako oběť sobeckého, nemilujícího otce. S Vilémem soucítí též žalářník, zdrcený tím, co mu o sobě Vilém vyprávěl. Po hodinách plných samomluv, kde vystupuje smrt jako definitivní konec života, je nešťastný otcovrah brzy ráno odveden na popraviště, doprovázen modlícím se davem. Uprostřed májové přírody se v slzách loučí s milovanou zemí. Tomuto příběhu předchází v 1. zpěvu scéna, v níž Jarmila marně čeká za májového večera na Viléma a dozvídá se o jeho osudu. V závěrečném zpěvu přichází na místo popravy poutník Hynek (představující samotného Máchu ), kterého zasáhne, když uvidí kostlivce v kole a ztotožňuje se s Vilémem („…na tváři lehký smích, hluboký v srdci žal…'“).

## Skladba
Máj má 4 zpěvy a 2 intermezza. Celé skladbě předchází věnování pražskému měšťanovi Hynku Kommovi – báseň Čechové jsou národ dobrý, u které se současní odborníci kloní k závěru, že ji Mácha napsal ze své vlastní vůle jako integrální, jakkoli zvláštní součást Máje.
Základním metrem Máje je jamb. Dílo obsahuje velké množství metafor, časté řetězce oxymór („…zbortěné harfy tón, ztrhané strůny zvuk, zašlého věku děj, umřelé hvězdy svit, zašlé bludice pouť, mrtvé milenky cit…“). Hojné jsou básnické přívlastky, spojování protikladných představ, kontrastů (světlo/tma, život/smrt), kombinace barev („růžové nebe, modré mlhy“), vyjádření pohybu a napětí dynamickými slovesy (zasvítnuto), metafory (bledá tvář luny), metonymie (hrdliččin zval ku lásce hlas), inverze (jak holoubátko sněhobílé), gradace (rychlý to člunek, blíže a blíže), kakofonie (vězení, 2. zpěv), eufonie a epizeuxis (3. zpěv). Hlavním literárním vzorem Máje je dle některých poezie polských romantiků, které Mácha velmi dobře znal. Inspirací mu byla také barokní poezie.

## Interpretace
Jako každé velké umělecké dílo, lze i Máj interpretovat mnoha způsoby. Sám autor vydal báseň s poznámkou, že hlavním účelem skladby je oslava jarní přírody. Důvodem pro toto uvození díla byla snaha zmást dobovou cenzuru. Ovšem i dnes bývá smysl Máje často redukován na pouhou apoteózu přírody a lásky (viz Máchova socha na Petříně), čemuž napomáhá i memorování úvodních veršů ve školách.
Jinou možností je zaměřit se na verše ve třetím a čtvrtém zpěvu, v nichž se spojuje motiv země-matky se steskem po uplynulém čase. Nejhlouběji však sahá zpěv druhý, v němž Vilém čekající na smrt uvažuje nad svým životem a tajemnou vinou, kvůli níž musí zemřít, ačkoliv se subjektivně necítí viníkem. Zde se také nacházejí verše vyjadřující obavu ze smrti jako prázdnoty a věčnosti, které tehdejší kritika nejvíce odsuzovala.
„Temnější noc! — — — Zde v noční klín

ba lůny zář, ba hvězdný kmit

se vloudí — — tam — jen pustý stín,

tam žádný — žádný — žádný svit,

pouhá jen tma přebývá.

Tam všecko jedno, žádný díl —

vše bez konce — tam není chvíl,

nemine noc, nevstane den,

tam času neubývá. —

Tam žádný — žádný — žádný cíl —

bez konce dál — bez konce jen

se na mne věčnost dívá.

Tam prázdno pouhé — nade mnou,

a kolem mne i pode mnou

pouhé tam prázdno zívá. —

Bez konce ticho — žádný hlas —

bez konce místo — noc — i čas — — —

to smrtelný je mysle sen,

toť, co se ‚nic‘ nazývá.“

## Dobová kritika
V době, kdy česká literatura měla plnit především osvětový, výchovný a vlastenecký účel, nebylo toto dílo pochopeno a přijato. Mácha byl obviňován jako nihilista a epigon Byronův.
František Ladislav Čelakovský píše v dopise Josefu Krasoslavu Chmelenskému ze 13. května 1836: „Mně se všecko zdá, že máj letošní mstí se na nás, že tak šibeničnicky bylo o něm zpíváno. Nešťastný básník i s celou svou romantikou! Kozla nám po ní, ježto ovoce a tudy i víno – blaho básníků –, jak slyším, na všecky strany pomrzlo. A také okurky – jsou všecky ty tam!
Z té zkázy vznikne hlad

a z hladu pojde mor,

ten všechen vyhubí,

co živý bude, tvor.
To jsou ty plody hrozného byronismu!“
Jan Slavomír Tomíček šel ještě dále, když napsal v České včele z 31. května 1836: „…jeho báseň jest škvára, která z vymřelé sopky vyhozena mezi květiny padla. Ve květinách můžeme míti a máme zalíbení, nikoli ale v chladném mrtvém meteoru, který z rozervaných útrob vyvržen byl. V tomto nenalézáme nic krásného, oživujícího, nic básnického v přísném toho slova smyslu. Děj tento mohl vskutku básnické nabýti ceny, kdyby byl básník chtěl roztrhnouti černou oponu, kterou spustila jeho obrazivost před každou radostnější vyhlídkou.“
Podobně smýšlel o Máji i výše zmíněný Chmelenský, jenž napsal v Časopise Českého muzea (č. 10/1836), že „Máj p. Máchy nechci posuzovati; nedospělať tato báseň ještě pro kritiku.“ Ačkoliv připouštěl, že „ze všeho cožkoliv p. Mácha ve svém Máji podal, poezie vysvítá.“ Obsah básně jej však „příliš urážel“ a pak „co nám do Byrona? – Pěj podruhé p. Mácha, jak se moc vyšší v jeho ňadrách ozývá, a neohřívej své srdce a nerozplamenávej svou obraznost na nepřirozených výtvorech anglického lorda, s sebou vždy bojujícího…“
Také Josef Kajetán Tyl uznává básnický talent Máchův („Pan Mácha jest básník...“), zároveň by však: „…rád temné zvuky harfy jeho jinák slyšel zvučeti, jinák, aspoň za věku našeho ne tak nečesky (...) Není-liž nic potřebnějšího ve stavu, nic půvabnějšího v stoletím našem, nic důležitějšího v životě než vrahovov rozbírání neznámého 'nic' – není-liž i nic pěknějšího v říši ideálů, čímž by se v p. Máchovu srdci byl mohl zpěv vzejmouti, aby 'všemi vlastmi' pohýbal? (...) Proč u nás, kdežto se nám v znameních nejpříznivějších krásné příští usmívá, kdež potřebí na všech cestách k národu mluviti – a kde pěvci otevřenť celý svět! – proč u nás, prosím, muži mladému, duchem bohatě nadanému, s kolem a popravou se obírati? Zde není místa k dolíčení, že u nás potřeba větší než kde jinde, aby poesie vznikající rázu národního nabyla....“ (J. K. Tyl, Pohled na literaturu nejnovější, Květy, 21. července 1836).
Pozitivněji byl Máj přijat kritikou německou a polskou.
Jako reakce na Máj vznikla mj. poema Protichůdci Václava Bolemíra Nebeského a Tylova novela Rozervanec. Velikost básně byla doceněna až následující generací tzv. májovců, kdy se Mácha naopak stává kultem.

## Vydání

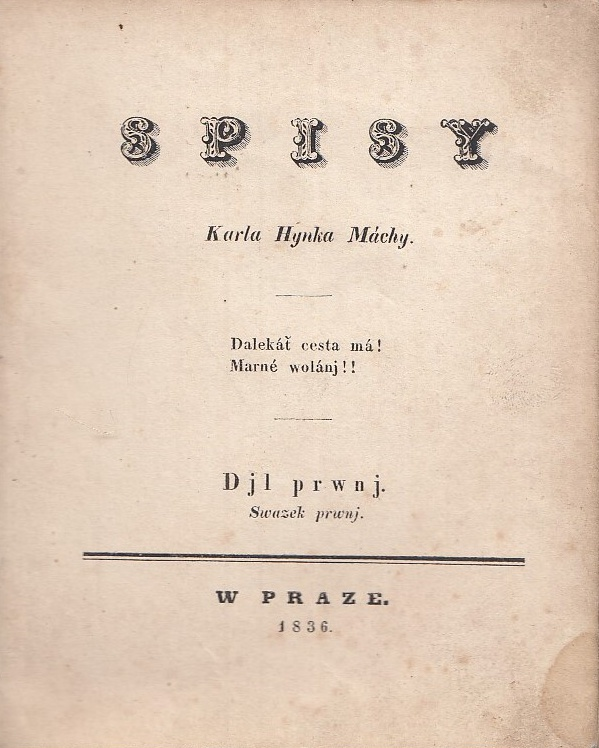
Titulní strana prvního svazku Spisů Karla Hynka Máchy z roku 1836

Máj je jedna z nejčastěji vydávaných českých knih všech dob, někdy je označován za nejvydávanější českou knihu vůbec. Údaje o přesném počtu vydání se občas rozcházejí, také v závislosti na tom, zda do něj patří vydání v různých výborech. Celkové číslo ale v každém případě přesahuje 250.
První vydání, jediné, které vyšlo za Máchova života, vydal autor vlastním nákladem u tiskaře Jana Spurného v dubnu 1836 jako první svazek Spisů Karla Hynka Máchy, a to v celkovém počtu 600 výtisků, ve třech různých cenových skupinách podle jakosti papíru a celkového vybavení. Mácha o tomto vydání napsal v dopise Eduardu Hindlovi ze 30. března 1836: „Dal jsem to tisknout u Spurného.... Žádá sice pravda velmi mnoho, to jest 9 fl. stříbra od archu, ale 1. nepřetiskne mi žádného exempláře více, 2. dá na to tuze pozor, aby vydání bylo čisté, a za třetí dá nové písmo, s kterým ještě nic nebylo tisknuto.“ (cit. in: Miroslav Ivanov, Důvěrná zpráva o Karlu Hynku Máchovi) Do současnosti se těchto exemplářů v různých knihovnách a sbírkách údajně dochovalo přibližně osmdesát. V r. 2012 byl jeden výtisk prvního vydání dražen za vyvolávací cenu 40 000 Kč.
Podruhé vyšel Máj r. 1845 ve Spisech Karla Hynka Máchy, které edičně připravil Máchův někdejší přítel Karel Sabina. Text básně je však v tomto vydání neúplný. Roku 1903 vyšel poprvé přetisk prvního vydání z r. 1836. V r. 1910 vydalo Nakladatelství Spolku českých spisovatelů belletristů Máje fotolitografický otisk prvního vydání, doplněný o ohlasy z předchozích desetiletí. V r. 1916 pak nakladatel František Šimáček vydal faksimile Máchova rukopisu Máje, edičně připravené Václavem Flajšhansem.
U příležitosti 100. výročí básníkovy smrti v r. 1936 vyšel Máj celkem osmnáctkrát. V řadě válečných vydání (1941–1945) cenzura vynechala slova „Vůdce zhynul“ nebo je nahradila obratem „Pán náš zhynul.“ Mezi poválečné kuriozity patří vydání v knize Máj / Necenzurovaný deník z roku 1835 (vyšlo v Mnichově a v Paříži r. 1986) s ilustrací Jiřího Šlitra. R. 2000 vyšel Máj poprvé v Levných knihách (v jednom svazku s Kyticí K. J. Erbena). R. 2010 vydala Obec spisovatelů „trojitý“ svazek Máj, Máj, věčný Máj, který obsahuje reprodukci Máchova rukopisu, reprodukci prvního vydání z r. 1836 a text básně podle kritického vydání z r. 1959; kniha rovněž zahrnuje obsáhlou ediční poznámku Miloše Pohorského. Roku 2019 vydal Ústav pro českou literaturu Akademie věd České republiky ve spolupráci s nakladatelstvím Akropolis kritické vydání Máje.
Různá vydání Máje byla ilustrována a typograficky připravena desítkami výtvarníků včetně nejvýznamnějších českých umělců. Cenná jsou např. vydání, na kterých se podílel Viktor Oliva (poprvé 1888), František Kobliha (dřevoryty, 1911), Cyril Bouda (1923), Jan Zrzavý (1924 a znovu 1954), Max Švabinský (1936), Mikoláš Aleš (1936; ilustrace však Aleš vytvořil už r. 1886), Toyen (1936), Jindřich Štyrský (1936), Karel Svolinský (kresba písma, celková úprava, výzdoba a návrh vazby 1925, reprint 1981; litografie a typografická úprava 1939), Ludmila Jiřincová (1941), Jan Konůpek (1941), Václav Sivko (1960), Vladimír Komárek (1982) a Jan Souček (2003).

## Překlady
Mezi četné překlady Máchova Máje do jiných jazyků patří překlady do němčiny (mj. od O. F. Bablera a Ondřeje Cikána). V anglickém jazyce vyšel Máj v překladu Rodericka A. Ginsburga (1899-1987) v Brně roku 1932, poté v překladu Hugha Hamiltona McGoverneho (1907-) v Praze roku 1949. Poté Máj přeložila v roce 1965 britská spisovatelka a překladatelka Ellis Petersová (1913–1995), vlastním jménem Edith Pargeterová, autorka mj. historických detektivních příběhů o bratru Cadfaelovi. Následoval překlad oxfordského bohemisty Jamese Naughtona (1950–2014). Roku 2005 vyšel nový anglický překlad Máje od Američanky Marcely Sulak.
Autorem druhého španělského překladu z r. 2010 je český hispanista Miloslav Uličný.
Do esperanta báseň pod názvem Majo přeložil nejprve v letech 1946–1957 Tomáš Pumpr (vydal Český esperantský svaz v roce 1998) a po něm znovu Josef Rumler (vydáno vlastním nákladem v roce 1999). 
Server iliteratura.cz v roce 2011 uvedl, že kromě 9 překladů německých a 3 anglických vyšel Máj třikrát francouzsky, dvakrát italsky, dvakrát polsky, dvakrát maďarsky, čtyřikrát slovinsky a třikrát rusky; dále pak zaznamenal překlad slovenský, bulharský, ukrajinský, španělský, švédský, japonský, bengálský a hornolužickosrbský.

## Ukázka z Máje

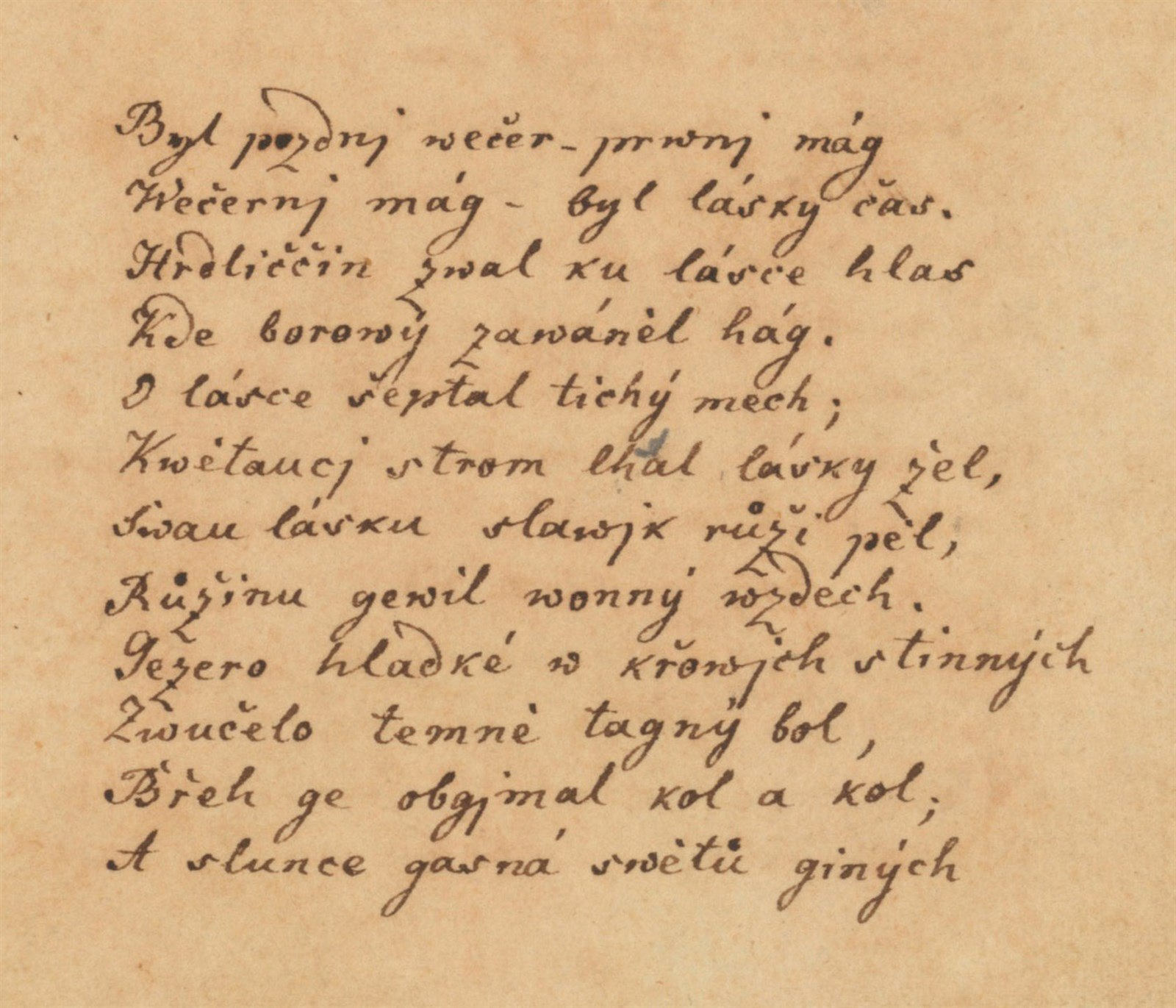
Máchův rukopis Máje

| Dobovým pravopisem: Byl pozdnj wečer – prwnj mág – Wečernj mág – byl lásky čas. Hrdliččin zwal ku lásce hlas, Kde borowý zawáněl hág. O lásce šeptal tichý mech; Kwětaucj strom lhal lásky žel, Swau lásku slawjk růži pěl, Růžinu gewil wonný wzdech. Gezero hladké w křowjch stinných Zwučelo temně tagný bol, Břeh ge obgjmal kol a kol; A slunce gasná swětů giných Blaudila blankytnými pásky, Planaucj tam co slzy lásky. | Přepis: Byl pozdní večer – první máj – Večerní máj – byl lásky čas. Hrdliččin zval ku lásce hlas, Kde borový zaváněl háj. O lásce šeptal tichý mech; Květoucí strom lhal lásky žel, Svou lásku slavík růži pěl, Růžinu jevil vonný vzdech. Jezero hladké v křovích stinných Zvučelo temně tajný bol, Břeh je objímal kol a kol; A slunce jasná světů jiných Bloudila blankytnými pásky, Planoucí tam co slzy lásky. |

## Adaptace
- Roku 1936 měla premiéru divadelní inscenace Máj v divadle D 34 E. F. Buriana.
- Zhudebněn byl Máj poprvé bratry Jiřím a Petrem Traxlerovými ve skupině Český skiffle, dílo bylo vydáno na gramofonové desce firmy Panton.
- V osmdesátých letech Máj upravil pro Divadlo na okraji režisér Zdeněk Potužil.
- Rudolf Hrušínský byl známý recitátor Máje (pražské poetické divadlo Viola, 1984[11]), jeho přednes byl vydán na gramofonové desce u firmy Supraphon. Několik veršů z Máje recituje dr. Skružný (Rudolf Hrušínský) i ve filmu Vesničko má středisková.
- V roce 1986 byl vydán melodram Máj s hudbou Zdeňka Zahradníka.[12]
- V roce 2008 režisér F. A. Brabec zpracoval knižní předlohu do podoby stejnojmenného filmu. Pro soundtrack filmu skupina Support Lesbiens zhudebnila řadu pasáží básně; titulní píseň Máj využívá jako text její začátek.
- V roce 2013 zhudebnila skupina WWW první intermezzo básně a pod názvem „Máj“ jej zařadila jako šestou skladbu na album Atomová včela.